# Else De Wachter
Else De Wachter (Mechelen, 17 mei 1974) is een voormalig Belgische politica van de sp.a. Ze was schepen van Kapelle-op-den-Bos, burgemeester van 2011 tot 2012 en Vlaams Parlementslid.

## Biografie

### Jeugd
De Wachter werd geboren in Mechelen, maar groeide op in Kapelle-op-den-Bos. Na haar humaniora aan het Sint-Theresiacollege van Kapelle-op-den-Bos studeerde zij in 1995 af als maatschappelijk adviseur aan de HISKWA te Brussel. Nadien haalde zij in 1999 als werkstudent aan de Vrije Universiteit Brussel het diploma van licentiate in de criminologie.

### Politiek
Op 17 november 1997 begon De Wachter haar politieke loopbaan als kabinetsmedewerkster bij toenmalig Vlaams minister Leo Peeters in de cel Binnenlandse Aangelegenheden. Na de Vlaamse verkiezingen van 1999 kreeg Else De Wachter de kans om als parlementair medewerkster van Leo Peeters kennis te maken met de werking van het Vlaams Parlement, wat ze bleef tot in 2004. 
In oktober 2000 werd ze verkozen tot gemeenteraadslid van Kapelle-op-den-Bos. Een verjonging werd doorgevoerd en de toen 26-jarige De Wachter werd in januari 2001 schepen van de gemeente, wat ze bleef tot in juli 2011. Als schepen was ze onder bevoegd voor Jeugd, Cultuur en Gelijke Kansen.
Bij de derde rechtstreekse Vlaamse verkiezingen van 13 juni 2004 werd ze verkozen in de kieskring Vlaams-Brabant. Ze bleef Vlaams volksvertegenwoordiger tot juni 2009. Bij de Vlaamse verkiezingen van 7 juni 2009 werd ze niet herverkozen, maar door de overstap van Frank Vandenbroucke naar de Senaat werd ze vanaf 7 juli 2010 opnieuw lid van het Vlaams Parlement. Ze oefende dit mandaat uit tot mei 2014. Als Vlaams Parlementslid was De Wachter van 2004 tot 2009 ondervoorzitter van de commissie Wonen, Stedelijk Beleid, Inburgering en Gelijke Kansen, van 2004 tot 2009 en van 2010 tot 2011 lid van de commissie Brussel en Vlaamse Rand, van 2007 tot 2009 lid van de commissie Binnenlandse Aangelegenheden, Bestuurszaken en Institutionele en Bestuurlijke Hervorming, van 2010 tot 2011 vast lid van de commissie Woonbeleid, Stedelijk Beleid en Energie en van 2011 tot 2012 secretaris en van 2012 tot 2014 ondervoorzitter van de commissie Welzijn, Volksgezondheid, Gezin en Armoedebeleid.
In november 2011 kreeg ze van de Vlaams-Brabantse gouverneur Lodewijk De Witte een blaam, omdat zij als schepen van Kapelle-op-den-Bos op het gemeentehuis een beroep had gedaan op een arbeidsongeschikte jobstudent van de gemeente om uitnodigingen voor een etentje van de sp.a in omslagen te steken.
In juli 2011 volgde ze Leo Peeters op als burgemeester van Kapelle-op-den-Bos, toen hij stopte om gezondheidsredenen. Bij de gemeenteraadsverkiezingen van oktober 2012 verloor de sp.a fors, maar de partij sloot wel opnieuw een coalitie met CD&V. De Wachter diende wel de burgemeesterssjerp af te staan aan Edward De Wit (CD&V) en was nadien van 2013 tot 2018 schepen van Sociale Zaken en OCMW-voorzitter in Kapelle-op-den-Bos. De Wachter kondigde in 2018 haar politieke afscheid aan en was bij de gemeenteraadsverkiezingen van oktober dat jaar geen kandidaat meer.
Bij de Vlaamse verkiezingen van 25 mei 2014 stond ze op de Vlaams-Brabantse sp.a-lijst op de eerste opvolgersplaats. Ze kwam echter niet meer terug in het parlement. In 2015 werd ze algemeen directeur van de vzw Levenslust, die ondersteuning biedt aan leerlingen in het buitengewoon onderwijs. De Wachter bleef deze functie uitoefenen tot in april 2022 en werd nadien departementshoofd Mens en Maatschappij aan de AP Hogeschool Antwerpen.